# Yūgure (Schiff, 1935)
Die Yūgure (japanisch 初雪 ‚Dämmerung‘) war ein Zerstörer der Hatsuharu-Klasse der Kaiserlich Japanischen Marine. Sie wurde 1935 in Dienst gestellt und nahm am Pazifikkrieg des Zweiten Weltkriegs teil. Das Schiff wurde am 20. Juli 1943 südlich von Bougainville durch Fliegerbomben versenkt.

## Geschichte

### Planung und Bau
Der Bau der fortschrittlichen Zerstörer der Hatsuharu-Klasse sollte der japanischen Marine kleinere und wirtschaftlichere Zerstörer als die vorherigen Schiffe der Fubuki- und Akatsuki-Klasse zur Verfügung stellen, jedoch mit im Wesentlichen gleicher Bewaffnung. Diese widersprüchlichen Vorgaben erwiesen sich als problematisch und die ersten Schiffe dieser Klasse waren topplastig, mit schwerwiegenden Stabilitätsproblemen und strukturellen Schwächen. Nach dem „Tomozuru-Vorfall“ von 1934 und dem Vorfall bei der 4. Flotte 1935 wurden bei den Schiffen der Klasse umfangreiche Designänderungen und Modifikationen vorgenommen, um diese Probleme zu beheben.
Die Yūgure wurde am 9. April 1933 in der Marinewerft in Maizuru auf Kiel gelegt, am 6. Mai 1934 vom Stapel gelassen und am 30. März 1935 in Dienst gestellt.

### Zweiter Weltkrieg
Zum Zeitpunkt des Angriffes auf Pearl Harbor stellte die Yūgure zusammen mit ihren Schwesterschiffen Shiratsuyu, Shigure und Ariake die Zerstörer-Division 27 des Zerstörergeschwaders 1 und war in Hashira-Jima in japanischen Heimatgewässern stationiert. Das Schiff führte in dieser Zeit hauptsächlich U-Boot-Abwehr-Patrouillen durch.
Im Januar 1942 eskortierte die Yūgure die Flugzeugträger Hiryū und Sōryū in Vorbereitung der japanischen Invasion von Niederländisch-Indien nach Palau und schließlich nach Ambon und war am Luftangriff auf Darwin am 19. Februar 1942 beteiligt. Danach war sie in Staring Bay in Sulawesi stationiert, von wo aus sie bis Ende März Begleitmissionen durchführte. Am 24. Februar 1942 verließ der Zerstörer Staring Bay mit dem Zerstörer Ariake als Teil der Osteinsatzgruppe zur Vorbereitung der Japanischen Invasion Javas. Am 1. März 1942 konnte die Yūgure zusammen mit dem Schweren Kreuzer Chikuma und vier weiteren Zerstörern den niederländischen Frachter Modjokerto versenken. Am 6. März 1942 wurde der Zerstörer auf See betankt und erreichte vier Tage später wieder die Staring Bay. Vom 22. März bis 15. April 1942 kehrte sie für Reparaturen ins Marinedock Sasebo zurück. Ende April marschierte sie als Teil der Eskorte für die Flugzeugträger Shōkaku und Zuikaku zu den Truk-Inseln. Während der Schlacht im Korallenmeer war das Schiff Teil des Konvois von Admiral Takagi Takeo.
Später im Mai geleitete die Yūgure die Kreuzer Myōkō und Haguro zurück nach Kure. Während der Schlacht um Midway war sie Teil der Eskorte der aleutenischen Ablenkungsstreitkräfte unter Admiral Takasu Shirō. Ab dem 14. Juli 1942 zunächst der 2. Flotte zugeteilt, wurde sie am 20. August vorübergehend zur 4. Flotte für einen Vorstoß von Truk nach Jaluit kommandiert. Im Rahmen der Operation RY beschoss die Yūgure Ocean Island am 23. August. Anschließend besetzte ein Landungstrupp des Schiffs die Insel am 26. August, bis dieser am 30. August von einer Garnisonstruppe abgelöst wurde. Die Yūgure wurde dann den Salomonen zugeteilt und nahm bis Januar 1943 an zahlreichen Hochgeschwindigkeitstransporten des sogenannten „Tokyo Express“ nach Guadalcanal teil. An der ersten Seeschlacht von Guadalcanal nahm das Schiff nicht teil, war aber danach bei Rettungsaktionen beteiligt und übernahm die Besatzung des beschädigten Schlachtschiffs Hiei.
Nachdem die Yūgure Mitte Januar 1943 zur Reparatur nach Sasebo zurückgekehrt war, eskortierte sie einen Konvoi nach Qingdao und lief von dort bis Ende Februar nach Palau und Wewak. Im März und Mai eskortierte sie einen weiteren Konvoi von Truk nach Wewak und zurück nach Yokosuka. Ende März ging sie als Begleitschiff für den Träger Un’yō nach Truk und lief Ende Mai mit dem Schlachtschiff Musashi erneut nach Yokosuka. Anfang Juni eskortierte sie den Flugzeugträger Hiyō nach Truk und geleitete den Träger nach dessen Beschädigung durch einen Torpedoangriff amerikanischer U-Boote wiederum zurück nach Yokosuka. Ende Juni eskortierte sie den Träger Ryūhō von Yokosuka nach Truk. Anfang Juni wurde sie beauftragt, Truppentransporte nach Kolombangara zu geleiten.
Am 12. Juli 1943 nahm die Yūgure an der Schlacht bei Kolombangara, teil und war an der Versenkung des US-amerikanischen Zerstörers Gwin sowie an der Beschädigung der Kreuzer Honolulu, St. Louis und der neuseeländischen Leander beteiligt.
In der Nacht vom 19. auf den 20. Juli 1943 wurde die Yūgure während eines Truppentransports nach Kolombangara von Grumman TBF Avenger der US-Marine aus Guadalcanal, nordnordwestlich von Kolombangara mit Fliegerbomben angegriffen und versenkt. Der zur Rettung der Besatzung eingesetzte Zerstörer Kiyonami nahm etwa zwanzig Überlebende auf, wurde jedoch bald darauf ebenfalls versenkt, so dass keiner der 228 Mann Besatzung der Yūgure und nur einer der Kiyonami selbst überlebten.
Am 15. Oktober 1943 erfolgte die Streichung des Schiffes aus dem Marineregister.